# Leah Dizon
Leah Donna Dizon (24 de septiembre de 1986) es una modelo y cantante estadounidense que actualmente desarrolla su carrera en Japón. En este país se le conoce como más en la escritura katakana como リア・ディゾン (Ria Dizon). Es originaria de la ciudad de Las Vegas en el estado de Nevada, aunque tiene ascendencia china, filipina y francesa.
https://mez.ink/labatoto_VIP

### Inicios en América
Leah creció en una casa donde la música R&B y el Rock sonaban muy fuerte, lo que desde la niñez la mantuvo siempre expuesta al ambiente musical. Cuando era más pequeña le atraía más la música roquera, pero al llegar a la adolescencia el R&B se convirtió en su música preferida, y bandas como TLC se convirtieron en su principal inspiración artística, por lo que comenzó a tomar clases de baile. Posteriormente llega a conocer la música J-Pop, y vocalistas femeninas como Hikaru Utada y Namie Amuro se convierten en sus preferidas, lo que también le convirtió el sueño de alguna vez convertirse ella también en una famosa cantante en el país nipón.
Al graduarse de la secundaria se mudó a Los Ángeles, donde entró a una escuela de actuación mientras comenzaba a buscar trabajos como modelo. Leah comenzó a obtener un éxito moderado, que incluyó su aparición en portadas de varias revistas de autos importados. Su sitio en internet comenzó a hacerse conocida un tiempo más tarde, donde después de su primer año en línea recibió más de 2 millones de visitas, pero sorprendentemente proveniente de personas de Japón y China, que comenzaban a idolatrarla por sobre gente de su propio país. Una carta enviada por un fanático desde Japón revivió en ella el sueño de alguna vez poder convertirse en cantante en ese país, hizo que finalmente decidiera dejar de todo en su país y viajar al otro lado del mundo en busca de mejores oportunidades.

### Viaje a Japón y debut
Buscando a través de internet desde su país empresas de modelaje en Japón, finalmente logró comuncarse con Sky Corporation, quienes le dijeron que se fuera vivir a ese país lo antes posible. Tomar la decisión sin duda no debe haber sido sencillo, pero entre continuar en una carrera estancada de modelo en América, y comenzar una inminente carrera en Asia, finalmente se decidió y viajó a Japón, sin saber nada del idioma japonés y sin ningún conocido en ese lugar. Para enfrentar este cambio radical en su vida, Leah comenzó a enfocarse fuertemente en su trabajo dentro de la agencia que conoció, y también a aprender el idioma para poder comunicarse, a través de grabaciones de audio.
Comienza su carrera como gravure idol participando en diversas sesiones fotográficas, y consigue también un contrato discográfico con el sello Victor Entertainment Japan para comenzar una carrera como cantante. La primera semana de octubre del 2006 Leah hace el lanzamiento de "Fever", cover de Kylie Minogue que solo estuvo disponible a través de internet y celulares, y una semana más tarde lanza su primer photobook titulado "Petite Amie" (francés de Novia), y comenzó a hacerse conocida más masivamente en los medios nipones.
Su sencillo debut, titulado "Softly", fue lanzado el 14 de febrero del 2007, al mismo tiempo que su segundo photobook titulado "Hello! Leah". El sencillo musical, una balada de amor por completo en japonés -no escrito por ella misma, obviamente-, fue inesperadamente todo un éxito, debutando en el puesto n.° 7 de las listas de Oricon con ventas superiores a las 48 mil copias vendidas. La intención real de Leah de comenzar una carrera como cantante profesional de forma seria en Japón finalmente eran toda una realidad, y poco a poco va alejándose del mundo del gravure.
Leah comienza a ser invitada a todo tipo de medios, donde sus habilidades en el idioma y también en el canto quedaron a la vista de todos. Críticas realizadas en contra de su calidad vocal en vivo, así como también lo inexplicable de que una americana que ni siquiera sabe hablar el idioma comience a hacerse exitosa cantando música en japonés, motivan a Leah a perfeccionarse aún más en todo sentido. Comienza a tomar clases intensivas de japonés, así como también clases de canto para perfeccionarse cada día más y ser considerada como una artista seria por los medios. A finales del mes de mayo de este mismo año Leah es invitada a uno de los eventos musicales más importante del país, los MTV Video Music Awards Japan, donde fue la encargada de anunciar el premio a Mejor Artista Masculino.
Y cuatro días después, y tres meses después de debutar oficialmente en la música, Leah lanza su segundo sencillo titulado "Koi Shiyō" (Enamórate), canción algo más animada que la anterior y calificada como Pop similar al realizado en los años noventa, y donde ella misma participó en la escritura de las letras. El tema tuvo una fuerte promoción y fue finalmente un éxito al igual que su anterior single, también n.º 7 en las listas la semana de su debut, vendiendo 44 mil copias. Su tercer sencillo lanzado en agosto, "L.O.V.E. U", en su primer día debutó en el n.º 11 de las listas, para finalmente terminar en el n.º 16 en su primera semana y convertirse en un éxito moderado.
Finalmente, su primer álbum de estudio titulado Destiny Line, que incluyó mezclas de melodías Pop, R&B y Hip-Hop y baladas, fue lanzado al mercado el septiembre del 2007. Su primera semana debutó en el puesto n.º 9 de Oricon, llegando a alcázar ventas aceptables de más de 55 mil copias vendidas. Fueron incluidos todos los trabajos anteriormente lanzados como sencillos, algunos b-sides y temas utilizados en comerciales con un total de ocho temas nuevos, varios en los que Leah participó en la escritura de las letras, e incluso uno compuesto por ella con la ayuda de su hermano Bradley. En honor a esto también realiza su primer concierto "Leah Dizon 1st Live 「Destiny Line」" en el Shibuya O-East.

### Love Paradox
Tras su bastante criticada actuación en el Kōhaku Uta Gassen de finales del 2007, en febrero del 2008 comienzan a aparecer rumores acerca de que Leah planeaba retirarse de la música debido a estrés y cansancio, y que no renovaría sus contratos ni con su sello ni con su agencia. Pero poco después esto fue abruptamente negado, al anunciarse el lanzamiento del nuevo sencillo "Love Paradox" para el mes de marzo, el mismo día que un nuevo photobook titulado Pure Leah. El tema presentó muchas más influencias de música R&B americana que sus anteriores trabajos, y debutó en el n.º 15 de las listas de Oricon.

## Discografía

### Singles
1. Softly (14 de febrero de 2007)
2. Koi Shiyō♪ (恋しよう♪?) (30 de mayo de 2007)
3. L.O.V.E U (8 de agosto de 2007)
4. Love Paradox (26 de marzo de 2008)
5. Vanilla (25 de junio de 2008)

### Otros Singles
1. everlasting love + you (2009)

### Álbumes
1. Destiny Line (12 de septiembre de 2007)
2. Communication!!! (20 de agosto de 2008)

### DVD
1. Live Communication!!! (10 de diciembre de 2008)

#### Singles virtuales
- Fever (5 de octubre de 2006)
- Koi Shiyō♪ ~yasutaka nakata-capsule mix~ (sin definir)

## Photobooks
- Petite Amie (14 de octubre de 2006)
- Hello! Leah (ハロリア! Hello! Leah Haro Ria! Hello! Lia?) (14 de febrero de 2007)
- HEAVEN (5 de octubre de 2007)
- Leah Dizon in USA / PREMIUM EDITION "EXPOSED" (2 de noviembre de 2007)
- Pure Leah (26 de marzo de 2008)